# BKK Riedel-de Haën
Die BKK Riedel-de Haën war eine seit 1884 existierende Betriebskrankenkasse mit Sitz in Seelze bei Hannover. Sie wurde kurz BKK Riedel genannt und war seit 1999 bundesweit für Mitglieder geöffnet. Am 1. Januar 2007 ging sie in der BKK FTE auf.

## Geschichte
1861 gründete der Unternehmer Eugen de Haën in Hannover eine Fabrik zur Herstellung hochreiner Salze und Oxide, die rasch wuchs und zum 25-jährigen Bestehen bereits 170 Menschen beschäftigte – eine für die damalige Zeit durchaus beachtliche Anzahl. Von der Bismarckschen Sozialgesetzgebung beeinflusst und ernsthaft um das Wohl seiner Mitarbeiter besorgt, hob de Haën im Jahre 1884 eine firmeneigene Betriebskrankenkasse aus der Taufe und stellte so die umfassende Absicherung seiner Beschäftigten sicher. 
Nach der Übersiedlung nach Seelze im Jahre 1906 geriet das Unternehmen in schwere Fahrwasser. Besonders der Erste Weltkrieg und die folgenden Inflationsschübe in der neu gegründeten Weimarer Republik bereiteten dem neuen Firmenbesitzer Wilhelm de Haën, Eugen de Haëns Sohn, Sorgen. Die vorläufige Rettung bestand in der Umwandlung zur Aktiengesellschaft und der damit einhergehenden Ausschüttung neuen Kapitals. Dieser Schritt öffnete jedoch auch das Tor für mögliche Übernahmen: 1923 erwarb der Berliner Apotheker Johann Daniel Riedel die angeschlagene de Haën AG. Der neue Name des Unternehmens lautete J. D. Riedel – E. de Haën AG, Hauptsitz wurde Berlin. Zwangsläufig änderte sich im Zuge der Fusion auch der Name der Betriebskrankenkasse: Die BKK Riedel - de Haën war geboren.
Nach der fast völligen Zerstörung aller Werke im Zweiten Weltkrieg und dem erfolgreichen Wiederaufbau brachte die Nachkriegszeit eine wesentliche Erweiterung der Mitgliederzahlen, als der Deutsche Bundestag 1956 das Gesetz zur Krankenversicherung für Rentner beschloss. Die Konzentrationsprozesse in der chemischen Industrie führten die BKK RIEDEL ab 1970 dann in wechselnde Trägerschaften (unter anderem Hoechst-Konzern, Allied Signal Inc.) bevor sie am 1. Juli 1996 den Weg in die wirtschaftliche Unabhängigkeit antrat. Heute kooperiert sie eng mit der Honeywell Chemicals Seelze GmbH – dem Zusammenschluss von Allied Signal und Honeywell. Das einstige Trägerunternehmen Riedel de Haën existiert in dieser Form nicht mehr.
Im Jahre 1999 öffnete sich die BKK RIEDEL bundesweit und stand im Wettbewerb mit zahlreichen weiteren Krankenkassen. Dennoch gelang es ihr, die Zahl der Mitglieder zuletzt auf 4.100 zu verdreifachen.

## Zur Schreibweise
Die südniedersächsische Aussprache und Schreibweise seines Familiennamens zu „de Hähn“ ärgerte Firmengründer Eugen de Haën enorm, da der Name entsprechend seiner niederländische Herkunft „de Haan“ auszusprechen war. Er entschied sich daher, seinen Namen zu ändern, um das „a“ bewusst zu verlängern.

## Zahlen und Fakten
Vorstand der BKK RIEDEL war Michael J. Schmid, der Beitragssatz wurde zum 1. September 2006 von 12,7 % auf 14,3 % erhöht. Die Geschäftsstelle befand sich in Seelze bei Hannover.